# Vereinigte Bürgerpartei
Die Vereinigte Bürgerpartei (AGP, belarussisch Аб’ядна́ная грамадзя́нская па́ртыя Белару́сі, АГП; russisch Объединенная гражданская партия, ОГП) war eine konservative Partei in Belarus. Sie zählte zu jenen Oppositionsparteien, die die Amtsführung von Aljaksandr Lukaschenka kritisieren. Die Vereinigte Bürgerpartei wurde von Nikolai Koslow geleitet. Am 15. August 2023 wurde die Vereinigte Bürgerpartei vom Obersten Gericht von Belarus liquidiert.
Die Vereinigte Bürgerpartei hatte einen Beobachterstatus bei der Europäischen Volkspartei (EVP) und war ebenso wie die liberalkonservative Partyja BNF assoziiertes Mitglied bei der Internationalen Demokratischen Union.
Zu ihren bekanntesten Mitgliedern zählen die spurlos verschwundenen Oppositionspolitiker Wiktar Hantschar und Jury Sacharanka.

## Geschichte
Die Parlamentswahl in Belarus 2012 wurde von der Vereinigten Bürgerpartei, gemeinsam mit der Partyja BNF, boykottiert. Bei der Parlamentswahl in Belarus 2016 konnte die Partei zum ersten Mal einen Sitz gewinnen. Diesen verlor sie bei der darauffolgenden Parlamentswahl 2019 wieder.
Am 15. August 2023 wurde die Vereinigte Bürgerpartei vom Obersten Gericht von Belarus liquidiert. Zuvor wurden mehrere Vertreter der Partei, inklusive der Vorsitzende Nikolai Koslow wegen der Teilnahme an den Protesten in Belarus 2020–2021 zu Haftstrafen verurteilt.

## Wahlergebnisse
| Wahl                           | %     | Mandate |
| ------------------------------ | ----- | ------- |
| Parlamentswahl in Belarus 1995 | 4,6 % | 9       |
| Parlamentswahl in Belarus 2000 | —     | —       |
| Parlamentswahl in Belarus 2004 | —     | —       |
| Parlamentswahl in Belarus 2008 | —     | —       |
| Parlamentswahl in Belarus 2012 | —     | —       |
| Parlamentswahl in Belarus 2016 | 2,2 % | 1       |
| Parlamentswahl in Belarus 2019 | 1,4 % | —       |

## Positionen
Die Partei bezeichnet sich selber als liberal-konservativ. Sie bekennt sich zu den Menschenrechten und der Marktwirtschaft. Die Regierung soll demnach seine Bürger beschützen aber nicht kontrollieren. Verstaatlichungen von Unternehmen werden ebenfalls abgelehnt. Im Parteiprogramm wird erklärt, dass die Vereinigte Bürgerpartei an Freiheit, Eigentum, soziale Partnerschaft und an die Familie glauben. Kinderreiche Familien sollen sozial unterstützt werden und die freie Wirtschaft soll vor Monopolen, Oligarchen und den Missbrauch von Macht schützen. Die Partei will die Gebiete, welche am meisten von der Nuklearkatastrophe von Tschernobyl betroffen sind sanieren und fordert die Umsiedlung der Menschen aus diesen Gebieten. Außenpolitisch strebt sie einen Beitritt zur Europäischen Union an, die Bildung einer Freihandelszone mit Polen, aber auch die Beibehaltung der Beziehungen mit Russland.